# Prigor, Caraș-Severin
Prigor este satul de reședință al comunei cu același nume din județul Caraș-Severin, Banat, România.
Aici a avut loc filmarea serialului "Monetăria Prigor"

## Personalități
- Anton Golopenția (1909, satul Prigor - 1951, închisoarea Văcărești) sociolog român, deținut politic, a murit în închisoarea Văcărești.

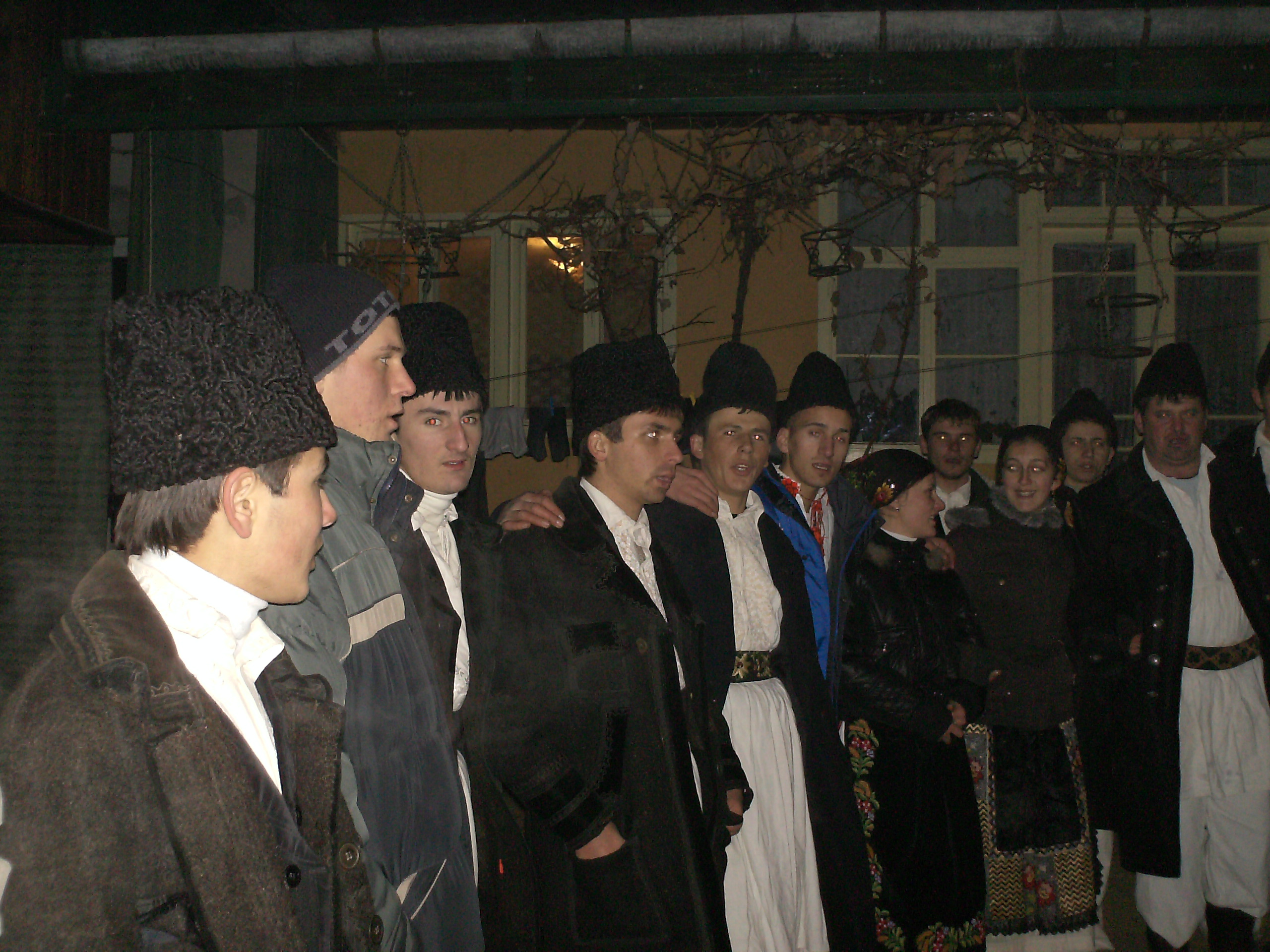
În seara de ajun